# Vlag van Malawi

Vlag van Malawi van 1964-2010 en sinds 2012 opnieuw (ratio 2:3)

De huidige vlag van Malawi werd oorspronkelijk aangenomen op 6 juli 1964. Tussen 2010 en 2012 was een andere vlag in gebruik.
Toen het Brits protectoraat Nyasaland op 6 juli 1964 als Malawi onafhankelijk werd voor het eerst de zwart-rood-groene vlag gehesen. In de bovenste baan bevindt zich een rode opkomende zon met 31 stralen als symbool voor de hoop op een bevrijd en verenigd Afrika (toen de vlag ontworpen werd, bevond het dekolonisatieproces zich nog in de beginfase). Het zwart stelt de inheemse zwarte bevolking van Afrika voor, het rood staat voor het bloed dat vloeide in de strijd voor onafhankelijk en het groen verwijst naar de natuur. Het ontwerp werd gebaseerd op de Pan-Afrikaanse vlag zoals ontworpen door Marcus Garvey's Universal Negro Improvement Association and African Communities League, met als verschil dat de rode en de zwarte band van plaats werden gewisseld en natuurlijk de plaatsing van de opkomende zon in de bovenste band. De vlag van Malawi lijkt sterk op de vlag van de nu niet meer bestaande republiek Biafra.

## Vlag 2010-2012

Oude vlag (2010-2012)

Naar een voorstel van de sinds 2005 aan de macht zijnde Democratische Progressieve Partij werd op 29 juli 2010 een gewijzigde vlag ingevoerd. In vergelijking met de voorgaande vlag werden de kleuren van plaats gewisseld om meer met de oorspronkelijke Pan-Afrikaanse vlag overeen te komen; dat betekent dus een rode streep bovenaan, een zwarte in het midden en een groene onderaan. De opkomende zon op de bovenste baan werd gewijzigd in een volle, gecentreerde witte zon die de doorgemaakte economische vooruitgang sinds Malawi's onafhankelijkheid moet voorstellen. Het idee om een nieuwe vlag in te voeren werd gesteund door de toenmalige president van Malawi Bingu wa Mutharika. Hij keurde het nieuwe ontwerp goed op 29 juli 2010. De oppositiepartij (het Verenigd Democratisch Front) vocht de beslissing van de meerderheidspartij (tevergeefs) aan in de rechtbank. Op 28 mei 2012 besloot het parlement weer terug te gaan naar de oude vlag.

## Historische vlaggen
Tot de onafhankelijkheid waren de volgende vlaggen in gebruik:
| Vexillologisch symbool voor een buiten gebruik gestelde vlag | Vexillologisch symbool voor een buiten gebruik gestelde vlag |